# Himra
Himra, de son vrai nom Bakayoko Abdoul Rahim né le 28 mai 1998 à bingerville, est un rappeur, chanteur et  auteur-compositeur-interprète ivoirien. 
En 2024, il sort l'album Jeune & Riche, qui rencontre un succès. L'œuvre est par la suite rééditée en version Deluxe et obtient une certification double disque de platine en Côte d'Ivoire, six mois après sa sortie, délivrée par l'Association des producteurs et éditeurs de musique de Côte d'Ivoire (APRODEMCI).

## Biographie

### Enfance et formation
Himra est un rappeur et chanteur ivoirien, né le 28 mai 1998 à Cocody, une commune de la capitale économique ivoirienne. Il fait ses premiers pas dans la musique au sein du groupe SBS qu’il forme avec ses amis d’école. Cette expérience lui permet de se faire connaître et de franchir les portes de l’industrie musicale.Depuis son plus jeune âge, il baigne dans la musique urbaine, influencé par les sons du coupé-décalé, du hip-hop américain et des légendes locales comme DJ Arafat. Cette immersion a nourri son style unique, un mélange de drill et de rythmes africains.

### Carrière
Après quatre ans passés au sein de SBS, Himra décide de se lancer dans une carrière solo. Il signe alors un contrat avec Def Jam Recordings, marquant le début d'une nouvelle étape prometteuse dans sa carrière musicale. 
En 2024, Himra connaît une année particulièrement fructueuse. Son album Jeune & Riche, sorti le 25 juillet 2024, est certifié disque d'or en Côte d'Ivoire, consolidant sa place sur la scène musicale, et quelque temps après disque de platine. Le blog musicinafrica.net souligne la qualité de la production et les thèmes abordés, et les morceaux Banger, Yorobo Drill Acte 3, Solo, Ganjaman et Lady Gaga en featuring avec Liim’s sont remarqués. De plus, lors des African Talent Awards 2024, il est sacré triple lauréat, remportant les prix de Meilleur Album Francophone pour Jeune & Riche, Meilleur Artiste Francophone, ainsi qu'un prix honorifique, le Black Trophy

## Discographie

### Albums
- 2019 : Nfusa
- 2025 : Nouveau Boss

### EP
- 2021: IVOIRE DRILL KING2025 : BIG AKA 4 AKA KAI (Tieme Music, Distribution exclusive  ADA France Warner Music France)

1. NUMBER ONE (feat. Minz)
2. G3N3RATION N3RF( feat. Kerchak)
3. BATON NON NON
4. K1K1
5. DAGBACHI
6. I BORI LA ( feat. Enfant Noir)
7. NOUVEAU BOSS
8. LE TEMPS( feat. Ismaël Isaac)
9. CIEL

### Mixtapes
- 2023 : IDK2
- 2023 : 1X.

## Récompenses et nominations
- 2024 : Primud - Meilleur artiste Rap Ivoire[11],[12],[13]
- 2024 : Meilleur artiste ivoirien aux Pulse Awards[14]
- 2025 : Révélation de l'année aux Trace Awards
- 2025 : Kunde du meilleur artiste de l'Afrique de l'Ouest
- 2025 : Prix du meilleur artiste Ouest Africain de l'année aux Headies Awards